# Мысль (издательство, Берлин)
Издательство «Мысль» (1921—1925, Берлин) — русское эмигрантское издательство, главным редактором которого был С. Л. Кучеров. Издательство финансировалось Г. А. Гольдбергом. Выпускало книги на русском языке в серии «Библиотека для всех» (И. А. Крылов, А. К. Толстой, Ф. М. Достоевский и др.), а также сборники русской поэзии.